# 68-й Нью-Йоркский пехотный полк
68-й Нью-Йоркский пехотный полк (68th New York Volunteer Infantry Regiment), известный также как «Cameron Rifles» или «2nd German Rifle Regiment» — представлял собой один из пехотных полков армии Союза во время Гражданской войны в США. Полк был сформирован в августе 1861 года в основном из немцев и прошёл кампанию в долине Шенандоа, Чанселорсвиллскую и Геттисбергскую кампании, после чего был переведён на Запад. В 1865 году переведён в Джорджию и расформирован 30 ноября в форте Пуласки.

## Формирование
22 июля 1861 года полковник Роберт Бетж был уполномочен военным департаментом набрать пехотный полк. Этот полк был сформирован в Нью-Йорке и там же между 1 августа и 20 августа его роты были приняты на службу в федеральную армию сроком на три года. Роты были набраны в основном в Нью-Йорке, частично в Нью-Джерси, Мериленде и Пенсильвании. 19 августа пол получил свою нумерацию. Первым командиром полка стал полковник Роберд Бетж, подполковником Густав фон Герберт, майором Йоханн Клефиш.

## Боевой путь

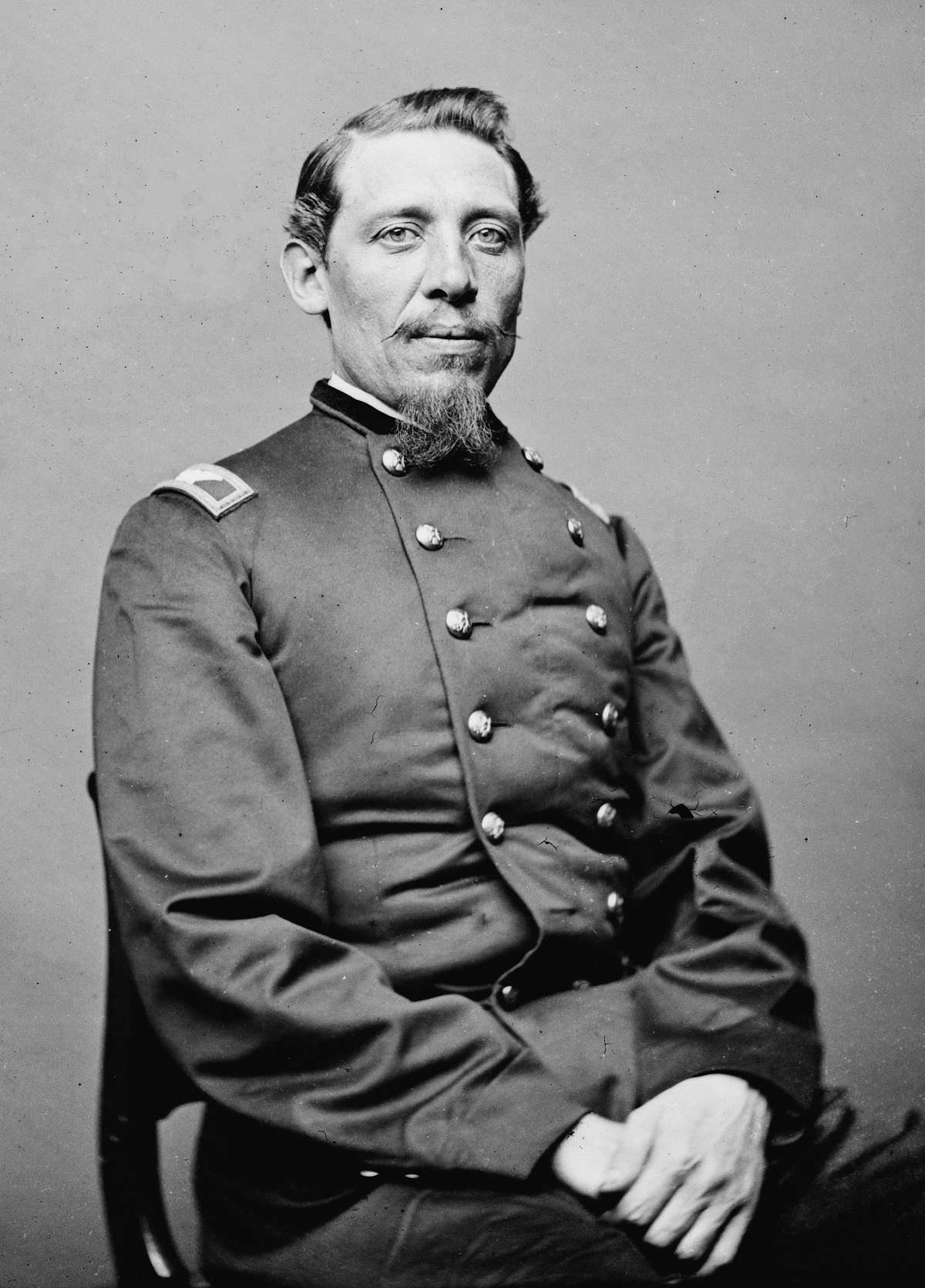
Полковник Роберт Бедж, первый командир полка

24 августа полк покинул Нью-Йорк и отправился в Вашингтон, где был размещён в укреплениях и включён во временную бригаду Кейсей. В октябре он был включён в бригаду Луиса Бленкера в составе дивизии Хукера. 19 ноября подполковник Фон Гербер умер от болезни и майор Клефиш был повышен в звании до подполковника. Капитан роты А, Альберт фон Штейнхаузен, стал майором.
В декабре Бленкер стал командиром дивизии, а командование бригадой принял генерал Фон Штейнвер.
В марте были сформированы корпуса Потомакской армии и бригада Штейнвера стала 2-й бригадой дивизии Бленкера во II корпуса Потомакской армии. Полк участвовал в наступлении на Манассас. 29 марта майор Фон Штейнхаузен и капитана Боттичер и Кэмп попали в плен около Уоррентона.
В апреле дивизия Бленкера была переведена в Горный Департамент и отправлена в долину Шенандоа для противодействия армии Джексона. В этом месяце майор Фон Стейнхаузен покинул полк и его место занял капитан Карл фон Веделл.
В июне полк участвовал в кампании в долине Шенендоа, и 8 июня полк сражался при Кросс-Кейс, где потерял убитыми 2 человек. 26 июня полк был переведён в бригаду Джона Колтеса в составе дивизии Штейнвера, а дивизия стала частью I корпуса Вирджинской армии.
6 августа полковник Бетж подал в отставку и командование принял полковник Готтлиф фон Бурри. В конце августа дивизия фон Штейнвера приняла участие во втором сражении при Булл-Ран, где полк потерял убитым подполковника Клефиша (он был тяжело ранен и умер 22 сентября) и 21 рядового, 59 человек ранеными и 11 пропавшими без вести. Бригада Колтеса была отведена в укрепления Вашингтона и расформирована. 68-й в сентябре был введён в бригаду Владимира Кржижановски, которая 26 сентября стала честью XI корпуса Потомакской армии. 22 сентября, ввиду смерти подполковника Клефиша, его место занял капитан Карл Вогель из роты D.
В конце года полк участвовал во Фредериксбергской кампании, но не был задействован в сражении при Фредериксберге.